# Bloodstock Open Air
Bloodstock Open Air es un festival de música rock llevado a cabo anualmente en Walton-on-Trent, Derbyshire, Inglaterra, desde el año 2005. Bandas y artistas que han participado del festival incluyen a Twisted Sister, Saxon, Morbid Angel, Anaal Nathrakh, Trivium, Watain, Emperor, Anthrax, Napalm Death, The Black Dahlia Murder, Megadeth, Obituary, Carcass, Within Temptation, Children of Bodom, Motörhead, Nile, Down, Suffocation, Alice Cooper, Kreator, Exodus, Machine Head, Slayer, Dying Fetus, Behemoth, Amon Amarth, Svalbard y Cannibal Corpse.
El festival se realizaba inicialmente en un solo escenario, sin embargo fue incorporado un segundo escenario en 2006.